# 山脇正隆

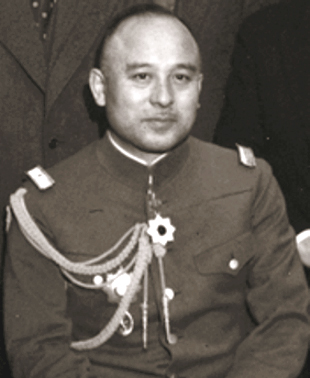
山脇正隆

山脇 正隆（やまわき まさたか、1886年（明治19年）3月2日 - 1974年（昭和49年）4月21日）は、日本の陸軍軍人、陸軍大将従三位勲一等功三級。

## 経歴

### 略歴
高知県高岡郡甲原村（現：土佐市）に於いて士族で、北原村の村長を務めた山脇豊正の長男として生まれる。生家は山内家に代々仕えた土器（かわらけ）師の家系だった。
1900年広島陸軍地方幼年学校、1905年陸軍士官学校18期、1914年陸軍大学校（26期）卒業、首席により天皇より軍刀を下賜。1927年参謀本部編成班長。1929年参謀本部編成動員課長。1931年歩兵第22連隊長。1932年教育総監部第一課長。1934年3月ポーランド大使館付武官、同年8月陸軍少将に。1935年整備局長。1937年11月陸軍中将。1938年陸軍次官。1939年には次官職を陸士同期の阿南惟幾に譲り、第3師団長へ転出。
1940年3月1日、陸軍禁野火薬庫が大爆発現場の視察と罹災者への慰問を行う。
同年駐蒙軍司令官に就任。
1941年4月、陸軍大学校校長その後は参謀本部付、同年12月予備役。1942年9月に臨時召集によりボルネオ守備軍司令官。1944年9月に陸軍大将に昇進。第37軍司令官、参謀本部付。1945年5月召集解除。戦犯容疑で軍事裁判を受けるも数日で無罪になった。甲原川（波介川支流）で釣りをしている所を米軍によって連行された。その際に当時高級品だった竿を地元の子供に譲渡したとされる。1947年（昭和22年）11月28日、公職追放仮指定を受けた。
戦後は高知県に居住。1954年高知県郷友会会長。妻と死別後、東京に転居。1963年から74年まで偕行社会長を務めた。土佐育英協会東京学生寮「土佐寮」舎監。
1974年4月21日に死去（88歳）。墓地はさいたま市西区三橋の青葉園。

### 備考
- 語学が堪能でドイツ語、フランス語、ロシア語、ポーランド語を流暢に話した。

## 栄典
- 勲一等旭日大綬章：1940年（昭和15年）4月29日
- 功三級金鵄勲章
- ドイツ鷲勲章大十字章：1940年（昭和15年）2月27日[4]
- イタリア王冠勲章大十字騎士章（英語版）：1943年（昭和18年）6月2日[5]

## 関連書籍
- 明神慶昌（著）『平和を愛した最後の陸軍大将山脇正隆』リーブル出版、2007年。